# Sainte-Marie-en-Chaux
Sainte-Marie-en-Chaux – miejscowość i gmina we Francji, w regionie Burgundia-Franche-Comté, w departamencie Górna Saona.
Według danych na rok 1990 gminę zamieszkiwało 121 osób, a gęstość zaludnienia wynosiła 50 osób/km² (wśród 1786 gmin Franche-Comté Sainte-Marie-en-Chaux plasuje się na 622. miejscu pod względem liczby ludności, natomiast pod względem powierzchni na miejscu 997.).